# Jean Lafleur
 (février 2018).
Si vous disposez d'ouvrages ou d'articles de référence ou si vous connaissez des sites web de qualité traitant du thème abordé ici, merci de compléter l'article en donnant les références utiles à sa vérifiabilité et en les liant à la section « Notes et références ».
Jean Lafleur est un homme d'affaires canadien qui a fait fortune dans le monde de la publicité. Il est l'un des principaux acteurs dans le scandale des commandites. 
Interrogé par la Commission Gomery, il avait fait preuve de pertes de mémoires soudaines durant son interrogatoire. Il a été accusé d'avoir pris part activement à un système de détournement des fonds de l'État. Le juge Gomery a d'ailleurs dit à son sujet:
Il aurait personnellement empoché plusieurs millions de dollars en contrats bidon.
Lorsqu'est venu le temps de l'accuser formellement en avril 2007, sous 35 chefs d'accusation, Jean Lafleur était introuvable mais finit par se rendre à la Sûreté du Québec, à Montréal le 5 avril 2007, après plusieurs mois passés au Belize. Il fut trouvé coupable de la plupart des accusations et fut condamné à une peine de prison et à une peine financière.